# علي بن حجر
أبو الحسن علي بن حجر ابن إياس بن مقاتل بن مخادش بن مشمرج السعدي المروزي (145هـ‍ - 244هـ‍)، محدث وعالم مسلم، ارتحل في طلب العلم إلى الآفاق. كان ينزل بغداد قديمًا، ثم انتقل إلى مرو، واشتهر حديثه بها، وكان صادقًا متقنًا حافظًا.

## روايته للحديث النبوي
- حدث عن: إسماعيل بن جعفر، وشريك القاضي، وهشيم بن بشير، وعبيد الله بن عمرو، وابن المبارك، والربيع بن بدر السعدي، وإسماعيل بن عياش، والهقل بن زياد، ويحيى بن حمزة، وعبد الله بن جعفر المديني، وعبد الحميد بن الحسن الهلالي، وعبد العزيز بن أبي حازم، وعلي بن مسهر، وقران بن تمام، ومعروف الخياط صاحب واثلة بن الأسقع الليثي، والوليد بن محمد الموقري، والهيثم بن حميد، وعبد الرحمن بن أبي الزناد، وعتاب بن بشير، وحسان بن إبراهيم، وحفص بن سليمان، وجرير بن عبد الحميد، وخلف بن خليفة، وسعيد بن عبد الرحمن الجمحي، وبقية بن الوليد، وسفيان بن عيينة، ويزيد بن هارون، وخلق سواهم.
- حدث عنه: محمد بن إسماعيل البخاري، ومسلم بن الحجاج، والترمذي، والنسائي، وأبو عمرو المستملي، وأحمد بن علي الأبار، وعبدان بن محمد المروزي، ومحمد بن علي الحكيم، والحسن بن سفيان، ومحمد بن عبد الله بن أبي عون النسويان، وإبراهيم بن إسماعيل الطوسي العنبري، وإسحاق بن أبي عمران الإسفراييني، ومحمد بن أحمد بن أبي عون النسائي ابن عمه، وإمام الأئمة ابن خزيمة، وأبو رجاء محمد بن حمدويه المروزي المؤرخ، ومحمد بن كرام السجستاني، ومحمد بن موسى الباشاني، ومحمد بن علي بن حمزة المروزي، ومحمد بن يحيى بن خالد المروزي، ومحمود بن محمد المروزي، ومحمود بن وألان العدني، وآخرون .
- الجرح والتعديل: قال أبو عبد الله الحاكم النيسابوري: شيخ فاضل ثقة. قال أبو علي محمد بن علي المروزي: فاضلا حافظ. قال أحمد بن شعيب النسائي: ثقة مأمون حافظ. قال ابن حجر العسقلاني : ثقة حافظ. قال الخطيب البغدادي : صادق متقن حافظ. قال شمس الدين الذهبي : حافظ مرو. قال المزي: متيقظ حافظ ثقة مأمون.